# チューリッヒ聖書
チューリッヒ聖書（独: Zürcher Bibel）は、聖書翻訳のひとつで、フルドリッヒ・ツヴィングリによるドイツ語訳である。

## 概説
ツヴィングリの翻訳は「Prophezey」を発端としている。これはドイツ、チューリッヒの聖職者をすべて集め、土日を除いて毎日行われていた聖書解釈のための研修会で扱われる資料書のことである。
翻訳作業はツヴィングリと彼の友人であるLeo Jud、そして聖ペテロ教区の牧師が中心となって行われ、マルティン・ルターの「ルター聖書」より先に完成された。その結果、ルターの翻訳作業を助け、促進させることへと繋がった。新約聖書は1525年から1529年にはChristoph Froschauerの印刷所に納められたが、旧約聖書はツヴィングリの編纂による概要を盛り込むことによって1531年、初版印刷に到った。このチューリッヒ聖書は200を越える秀逸な内容を含んでいたため、今でいうところのベストセラーとなる。
その後、旧約聖書は1540年に、新約聖書は1574年に翻訳の修正が行われ、1589年に章節の番号付けが加えられた。